# Enaer T-35 Pillán
T-35 Pillán (espírito dos vulcões na língua mapudungun), é um avião de instrução básica militar construído pela chilena Enaer.

## Desenvolvimento

### Antecedentes
No fim da década de setenta, a Força Aérea Chilena (FACh) começou os estudos para substituir ao seu então treinador básico Beechcraft T-34 Mentor. Devido ao embargo de vendas de equipamento militar ao Chile, imposto pelos EUA em 1976, não havia muitas opções, tanto de compras no exterior, quanto de compras de peças de reposição para os treinadores T-34 Mentor já existentes.  Com essa situação o projeto deveria ser baseado em uma aeronave civil, na qual os componentes pudessem ser adquiridos e então, construídos como uma aeronave militar. Com envolvimento da Piper Aircraft, dos EUA, o projeto teve início em 21 de março de 1979.

### Desenvolvimento
A aeronave foi projetada pela Advanced Engineering and Experimental Department (Departamento de Engenharia Avançada e Experimental) da Piper Aircraft, em Lakeland, na Flórida, se utilizando da fuselagem do Piper PA-32R Saratoga, porém com nova seção central, longarinas e asas que pudessem sustentar vôo acrobático. A aeronave, nomeada pela Piper como PA-28R-300 Pillán, decolou em seu primeiro vôo em 6 de março de 1981, aos comandos do piloto de provas da Piper, Hugh Smith. Em janeiro de 1982, a FACh encomendou a produção de um segundo protótipo e de três aeronaves de pré produção, além da vinda do primeiro protótipo para o Chile. A aeronave manteve a matricula norte-americana (N300BT) e foi designado como XBT (eXperimental Basic Trainer - Treinador Básico Experimental). O primeiro protótipo acabou sofrendo um acidente na Base Aérea de El Bosque, nos arredores de Santiago, em 26 de fevereiro de 1982, tendo sido perdido a aeronave e seu piloto, Ten. Fernando Malbrán. O segundo protótipo também foi construído nos EUA, tendo voado em 31 de agosto de 1981, sendo nomeado YBT. Os protótipos restantes foram construídos no Chile, pela ENAER.

## História Operacional

### Chile
A FACh adotou a aeronave em 1985, tendo sido incorporada à Escola de Aviação Capitão Manuel Ávalos, substituindo os treinadores T-34 Mentor. Essas aeronaves serão aposentadas da FACh até 2028, devido ao limite da vida útil das células.

### Espanha
Em 1985, o governo espanhol adquiriu 41 aeronaves T-35C para o Exército do Ar espanhol (EdA), para serem operadas como aeronaves de treinamento básico na Academia Geral do Ar, em San Javier. Estas aeronaves foram modificadas por requisição do EdA, como a instalação de um sistema de ar-condicionado, para melhorar o conforto da tripulação nos treinamentos. Essa aeronave é designada pela EdA como E.26 Tamiz. Estas aeronaves estão sendo substituídas pelo Pilatus PC-21, adquiridos em 2019.

### Paraguai
Durante o ano de 1992, foram recebidas 12 aeronaves T-35D Pillán, que substituiriam os North American T-6 Texan operados até então pela Força Aérea Paraguaia (FAP) na função de treinadores básicos. Com o passar dos anos, a frota diminuiu para seis aeronaves. Em 2023, quatro das seis aeronaves Pillán da FAP foram enviadas para as instalações da ENAER, onde foram modernizadas para o padrão B(E), recebendo também novos sistemas de navegação.

## Variantes
- Piper PA-28R-300 Pillán: Dois protótipos construídos pela Piper Aircraft, nos EUA.[2][3]
- T-35A:  Versão de treinamento primário para a Força Aérea Chilena, 60 unidades construídas no Chile.[10]
- T-35B: Versão de treinamento de voo instrumental (IFR) para a Força Aérea Chilena, 20 unidades construídas.[10]
  - T-35B(E): Versão modernizada do T-35B, com novos sistemas de navegação e aviônica.
- T-35C: Versão de treinamento primário para o Exército do Ar Espanhol. 41 unidades construídas.[10]
- T-35D: Versão de treinamento de voo instrumental (IFR) para exportação.[11]
- T-35S: Versão de vôo acrobático para a Força Aérea Chilena. Um protótipo construído.[2]
- T-35TX Aucán: Versão equipada com um motor turboélice Allison 250-B17D, de 420shp (313 kW).[2]
- T-35 Pillán 2000: Versão modernizada, com uma novas asas. Um protótipo construído.[11]
- Pillán II: Versão evoluída do T-35 Pillán.[12]

## Operadores

### Operadores Atuais
- Chile - Força Aérea Chilena - 38 aeronaves (17 T-35A, 17 T-35B e 4 T-35B(E)) operadas em 2022.[13]
- El Salvador - Força Aérea de El Salvador - 3 aeronaves (1 T-35A e 2 T-35B) operadas em 2019, das sete originais (5 T-35A e 2 T-35B) entregues em 1998.[14]
- Espanha - Exército do Ar Espanhol - 34 aeronaves (34 T-35C) operadas em 2020, das 41 originais entregues em 1987.[15]
- Equador - Aviação Naval Equatoriana - 3 aeronaves (3 T-35B), operadas em 2022, das quatro originais entregues em 2002.[16]
- Paraguai - Força Aérea Paraguaia - 6 aeronaves (6 T-35D), operadas em 2022, das doze originais entregues em 1992.[6][9]
- República Dominicana - Força Aérea da República Dominicana - 10 aeronaves (7 T-35C e 3 T-35D), operadas em 2024, das oito originais entregues em 1999 e mais sete entregues do estoque da EdA em 2024.[17][18]

### Operadores Antigos
- Guatemala - Força Aérea da Guatemala - 5 aeronaves (5 T-35B) operadas até 2017. Uma aeronave perdida em acidente em 2000, outras quatro estão estocadas em Retalhuleu.[19]
- Panamá - Serviço Nacional Aeronaval -  10 aeronaves (3 T-35B e 7 T-35D) operadas até 2019. Uma aeronave perdida durante a invasão de 1989, outros dois em 1991 e 1995. Cinco aeronaves estocadas.[20]

## Especificações
Informações: Jane's all the World's Aircraft 1988–89

### Características Gerais
- Tripulação: 2
- Comprimento: 8 m
- Envergadura: 8.84 m
- Altura: 2.64 m
- Área Alar: 13.69 m²
- Peso Vazio: 930 kg
- Peso Máximo de Decolagem (MTOW): 1.338 kg
- Capacidade de Combustível: 291.5 L
- Motor: 1x Avco Lycoming AEIO-540-K1K5, 300hp
- Hélice: Hartzell HC-C3YR-4BF/FC7663R, tripá, passo constante

### Desempenho
- Velocidade Máxima: 311 km/h (168 kn), a nível do mar
- Velocidade de Cruzeiro: 266 km/h (144 kn)
- Velocidade de Estol: 115 km/h (62 kn)
- Velocidade de Pouso: 120 km/h (65 kn)
- Velocidade Nunca Exceder: 446 km/h (241 kn)
- Alcance: 1.093 km (590 nmi)
- Teto de Serviço: 5.840 m (19.160 ft)
- Teto Absoluto: 6.250 m (20.505 ft)
- Carga Alar: 97.73 kg/m³
- Distância de Decolagem: 287 m
- Distância de Pouso: 238 m